# Nedroledon maculatus
Nedroledon maculatus is een insect uit de familie van de mierenleeuwen (Myrmeleontidae), die tot de orde netvleugeligen (Neuroptera) behoort. 
Nedroledon maculatus is voor het eerst wetenschappelijk beschreven door Zakharenko in 1990.